# کراسنه پوتوتسکیه
کراسنه پوتوتسکیه (به لهستانی:  Krasne Potockie) یک روستا در لهستان است که در گمینا خومیتس واقع شده‌است.
 کراسنه پوتوتسکیه  ۹۶۲ نفر جمعیت دارد.